# Radevormwald
Radevormwald – miasto w Niemczech, w kraju związkowym Nadrenia Północna-Westfalia, w rejencji Kolonia, w powiecie Oberberg. Leży ok. 50 km od Kolonii. Liczy 22 526 mieszkańców (2010). 

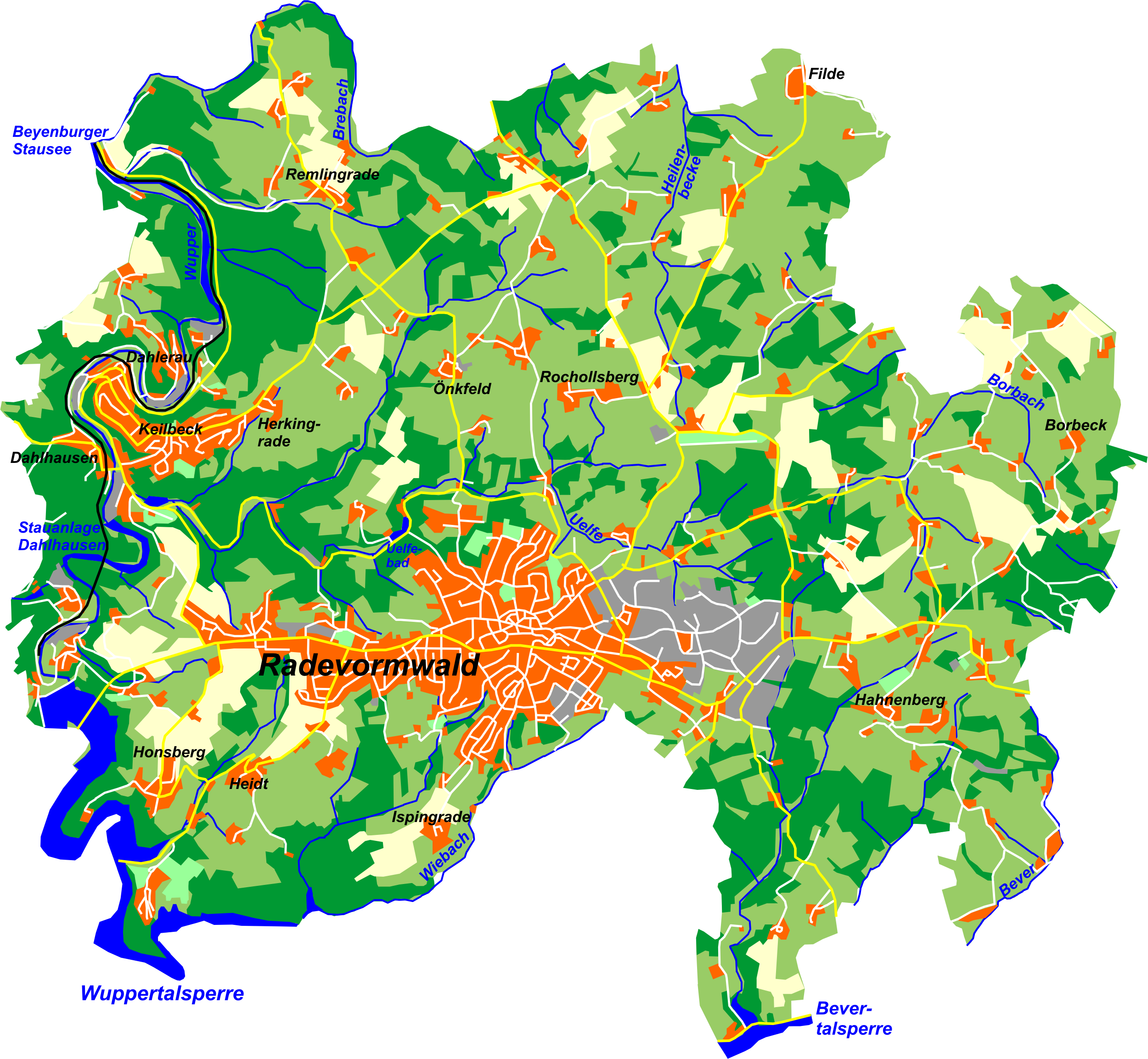
Radevormwald i okolice

## Współpraca
Miejscowości partnerskie:
- Châteaubriant, Francja
- Nowy Targ, Polska